# Atiq Ahmed
Atiq Ahmed (Hindi अतीक अहमद; * 10. August 1962 in Allahabad; † 15. April 2023 ebenda) war ein indischer Krimineller und Politiker. Er war Abgeordneter der Lok Sabha und der Uttar Pradesh Legislative Assembly für die Samajwadi Party. Gegen Ahmed wurden mehr als 160 Strafverfahren eingeleitet, und er nahm an mehreren Wahlen vom Gefängnis aus teil. Im Jahr 2019 wurde er wegen der Entführung eines Zeugen inhaftiert, der gegen ihn im Zusammenhang mit dem Mord an seinem politischen Rivalen Raju Pal im Jahr 2005 ausgesagt hatte. Ahmed blieb bis zu seiner Ermordung durch drei bewaffnete Männer auf dem Weg zu einer gerichtlich angeordneten medizinischen Untersuchung am 15. April 2023 im Gefängnis.

## Frühes Leben
Atiq Ahmed wurde 1962 in eine arme muslimische Familie geboren. Sein Vater war ein Pferdekarrenfahrer in Prayagraj (Allahabad).
Ahmed war verheiratet mit Shaista Parveen. Beide hatten fünf Söhne Umar (1998), Ali (2002), Asad (2003–2023), Ahzam (2005) und Abaan (2008). Ahmeds Bruder Khalid Azim alias Ashraf war ebenfalls ein ehemaliges Abgeordneter der Samajwadi Party.

## Politische Karriere

### Beginn
Ahmed begann seine politische Karriere 1989, als er als unabhängiger Kandidat einen Parlamentssitz für Allahabad West in der Uttar Pradesh Legislative Assembly gewann. Bei den Parlamentswahlen in Uttar Pradesh 1991 und 1993 behielt er seinen Sitz und gewann ihn dann 1996 als Mitglied der Samajwadi Party (SP).

### Als Mitglied der Lok Sabha
Im Jahr 1999 verließ er die SP und wurde Vorsitzender der Partei Apna Dal (Kamerawadi), die 2002 den Sitz in Allahabad West gewann. Im Jahr 2003 kehrte er zur SP zurück. Im Jahr 2004 wurde Ahmed zum Abgeordneten für Phulpur in die Lok Sabha gewählt, woraufhin er von seinem Sitz in Allahabad zurücktrat.
Im Jahr 2007 wurde er aus der SP ausgeschlossen, nachdem er in einer Madrasa Männern, die der Vergewaltigung beschuldigt wurden, Schutz gewährt hatte und der Vorfall große Empörung auslöste.
Bei den indischen Parlamentswahlen 2009 durfte Atiq Ahmed erneut kandidieren, da er noch nicht in einem Strafverfahren verurteilt worden war. Die Samajwadi Party schloss ihn jedoch im Jahr 2008 aus, und Mayawati verweigerte ihm eine Kandidatur für die Bahujan Samaj Party (BSP). Später trat er im Wahlkreis Pratapgarh als Kandidat der Partei Apna Dal an, verlor jedoch die Wahl.

### Teilnahme aus dem Gefängnis
Ahmed kandidierte bei den Wahlen in Uttar Pradesh 2012 unter dem Banner der Apna Dal für den Wahlkreis Allahabad (West). Er reichte seine Nominierung vom Gefängnis aus ein. Er beantragte beim Obersten Gerichtshof von Allahabad eine Kaution, aber zehn Richter lehnten die Anhörung seines Falls ab. Die Economic Times und die Times of India berichteten, die Ablehnung der Richter sei auf Ahmeds „Terror“ zurückzuführen. Der elfte Richter ließ ihn vor den Wahlen gegen Kaution frei, aber die Wahl wurde von Raju Pal's Witwe, Puja Pal, gewonnen.
Im Jahr 2014 wurde er wieder in die Samajwadi Party aufgenommen und trat bei den nationalen Wahlen in dem Wahlkreis Shrawasti an. Er erhielt ein Viertel der Stimmen, verlor aber mit mehr als 85.000 Stimmen gegen Daddan Mishra von der BJP.
Im Jahr 2019 trat Ahmed als unabhängiger Kandidat im Wahlkreis Varanasi gegen Narendra Modi an und erhielt 833 Stimmen.

## Strafverfahren

### Kriminelle Laufbahn
Ahmed wurde erstmals kriminell, als er Kohle aus Zügen stahl und sie gewinnbringend verkaufte. Später ging er dazu über, Auftragnehmer zu bedrohen, um staatliche Ausschreibungen für Eisenbahnschrott zu erhalten. Seine erste Vorstrafe erhielt er 1979, als er in Allahabad des Mordes beschuldigt wurde.
In seiner Anfangszeit arbeitete Ahmed eng mit anderen berüchtigten Mitgliedern der Mafia von Allahabad zusammen, insbesondere mit Chand Baba. Nach der Begegnung mit seinem größten Konkurrenten Shaukat Ilahi im Jahr 1990 wurde Ahmed ein mächtiger Gangster und war für Erpressung, Entführung und Mord bekannt. Obwohl er immer wieder verhaftet wurde, wurde er von mächtigen Kreisen geschützt und konnte sich so der Strafverfolgung lange entziehen.

### Mord von Raju Pal
Im Jahr 2004 räumte Ahmed seinen Sitz im Wahlkreises Allahabad West, um als Mitglied der SP Abgeordneter für Phulpur zu werden. An seiner Stelle trat sein jüngerer Bruder Khalid Azim zu den Nachwahlen an und verlor gegen den BSP-Kandidaten Raju Pal. Im Jahr 2005 wurde Raju Pal erschossen und Khalid Azim konnte die nächsten Nachwahlen gewinnen und den MLA-Sitz erhalten.
Ahmed wurde als Hauptangeklagter in diesem Fall beschuldigt und verhaftet, später aber gegen Kaution freigelassen. Ahmed war in der Lage, seine Macht in der Unterwelt auch im Gefängnis zu behalten.

### Körperverletzung
Am 14. Dezember 2016 wurden Mitarbeiter der Sam Higginbottom University of Agriculture, Technology and Sciences (SHUATS) angeblich von Ahmed und seinen Komplizen angegriffen, weil sie gegen zwei Studenten vorgegangen waren, die von den Prüfungen ausgeschlossen worden waren, nachdem sie beim Schummeln erwischt worden waren. Das Video, in dem Ahmed den SHUATS-Lehrer und seine Mitarbeiter verprügelt, wurde im Internet verbreitet. Atiq behauptete, die Schüler seien zu Unrecht angegriffen worden. Ahmed wurde am folgenden Tag verhaftet. Am 10. Februar 2017 wies das Oberste Gericht von Allahabad den Polizeipräsidenten von Allahabad an, alle Angeklagten in dem Fall zu verhaften. Die Polizei verhaftete Ahmed am 11. Februar, woraufhin er für 14 Tage in Untersuchungshaft genommen wurde.

### Entführung von und Mord an Umesh Pal
2019 wurde Ahmed wegen der Entführung von Umesh Pal inhaftiert, einem wichtigen Zeugen, der im Mordfall Raju Pal gegen Ahmed ausgesagt hatte. Am 24. Februar 2023 wurde Umesh Pal bei einem Bombenanschlag mit Schusswechsel getötet. Ahmed war der Hauptverdächtige in diesem Mordfall. Ahmeds Bruder Ashraf, sein Sohn Asad und sein Partner Guddu Muslim, ein Bombenbauer, der bereits in frühere Gewaltverbrechen verwickelt war, waren die Mitangeklagten. Im März 2023 wurde Atiq Ahmad für seine Beteiligung an der Entführung von Umesh Pal zu einer lebenslangen Haftstrafe verurteilt. Am 13. April 2023 wurde Ahmeds Sohn Asad bei einer Begegnung in Jhansi von der Special Task Force (STF) der Polizei von Uttar Pradesh getötet.
Innerhalb von zwei Monaten nach der Ermordung von Pal wurden sechs Angeklagte, darunter Ahmed, sein Bruder und sein Sohn, getötet.

## Tod
Als Ahmed am 15. April 2023 zu einer gerichtlich angeordneten medizinischen Untersuchung in Anwesenheit der Polizei in Prayagraj eskortiert wurde, wurde er nach seiner Abwesenheit bei der letzten Ölung seines Sohnes gefragt, worauf er in Hindi antwortete: „Ich wurde nicht mitgenommen, also bin ich nicht hingegangen.“ Bevor Ahmeds Bruder Ashraf seine Aussage beenden konnte, sagte er: „Die Hauptsache ist, dass Guddu Muslim...“, wurde eine Pistole aus nächster Nähe auf den Kopf von Atiq Ahmed abgefeuert, was zu dessen Tod führte. Ashraf Ahmed wurde bei dem Angriff, der aufgezeichnet und live im Fernsehen übertragen wurde, ebenfalls getötet. Die Brüder waren zum Zeitpunkt der Schießerei von Polizeikräften umgeben.
Die drei Täter hatten sich als Medienmitarbeiter ausgegeben und versuchten nach dem Mord nicht zu fliehen, sondern ergaben sich und wurden verhaftet. Die Times of India berichtete, dass „die Angeklagten der Polizei sagten, sie wollten sich einen Namen machen, indem sie Ahmeds Bande ausschalten“. Es kamen allerdings auch Gerüchte über eine Beteiligung der Strafverfolgungsbehörden an dem Mord auf.